# Angeltürn
Angeltürn ist ein Stadtteil von Boxberg im Main-Tauber-Kreis im fränkisch und badisch geprägten Nordosten Baden-Württembergs. Die mittelalterliche Wehrkirche dominiert das Bild des Dorfes.

## Geographie

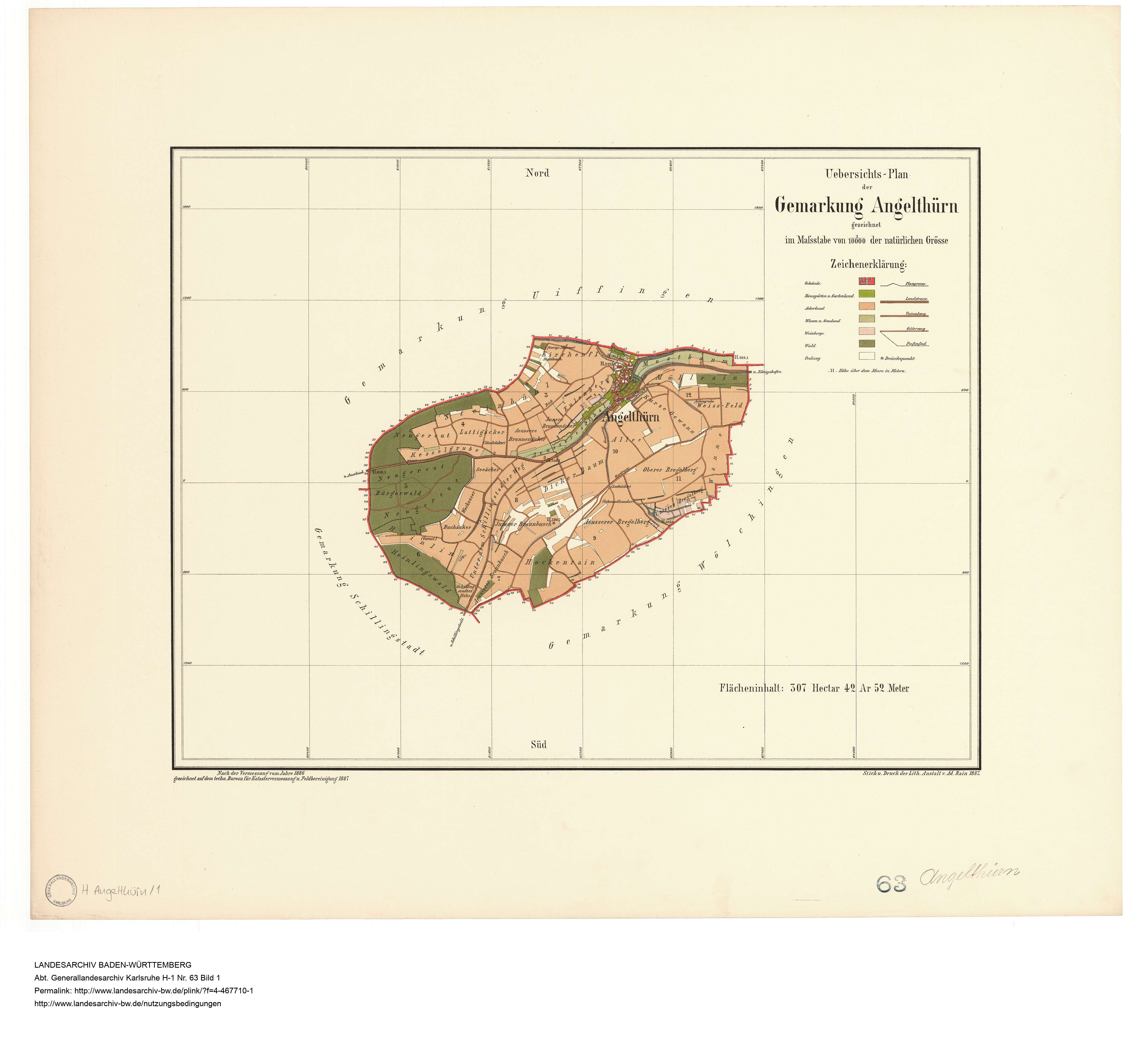
Gemarkung von Angeltürn, 1997

Das Dorf Angeltürn liegt in einem überwiegend hochwasserfreien rechten Seitental der Umpfer, das der nicht ganz zwei Kilometer lange Angeltürner Bach durchläuft. Der Siedlungskern liegt am Mittellauf, kurz bevor der im Südwesten entspringende Bach am Zufluss des Eichengrabens aus dem Westen auf Ostlauf knickt. Heute zieht sich die Besiedlung in der engen Talmulde von etwas unterhalb der Seitentalgabel bis weit ins Obertal hinauf.
Auf dem Gebiet der ehemaligen Gemeinde Angeltürn liegt außer dem Dorf (⊙) noch die abgegangene Ortschaft Brechelberg.

## Geschichte

### Mittelalter
Der Ort wurde im Jahre 1410 erstmals urkundlich als Angertal erwähnt. Es handelt sich vermutlich um einen späteren Ausbauort von Uiffingen.

### Neuzeit

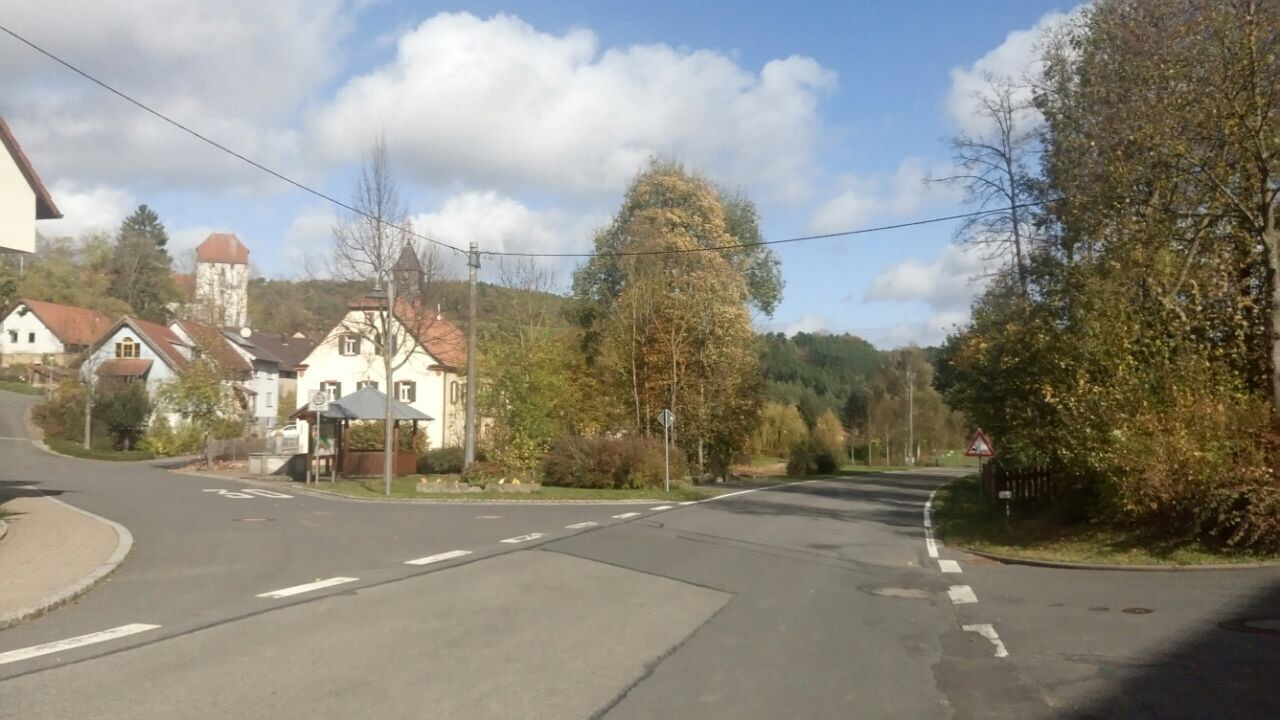
Angeltürn mit Blick auf das ehemalige Ficksche Schloss und die Wehrkirche

Weitere urkundliche Erwähnungen des Ortes folgten 1589 als Angelthor, 1650 als Angeldarn und 1764 als Angelthurn. Angeltürn gehörte zunächst zur Herrschaft Boxberg und gelangte mit dieser wohl an die Herren von Rosenberg und im 16. Jahrhundert größtenteils an ihre Verwandten, die Herren von Dienheim. Im Jahre 1578 erwarb Albrecht von Dienheim den restlichen Teil, etwa ein Fünftel des Ortes, von Eberhard von Leyen und wurde damit Alleinbesitzer. Nach einem Familienstreit kam Angeltürn im Jahre 1589 schließlich unter die pfälzische Zenthoheit mit Sitz in Boxberg. Im Dreißigjährigen Krieg lag der Ort völlig wüst. 1688 war Angeltürn in Besitz W. von Brunns, später in der Hand der Grafen von Degenfeld-Schomburg, die den Ort 1708 an die Herren von Holzel verkauften. Seit 1788 war Angeltürn in Besitz der Freiherren von Fick, die ebenfalls die pfälzische Landeshoheit anerkannten. Im Jahre 1617 wurde das Ficksche Schloss erbaut.
1803 erhielt der Fürst zu Leiningen auf Grund des Napoleonischen Entschädigungsvertrages unter anderem Angeltürn mit seiner Gemarkung. Nach Auflösung des Fürstentums durch die Rheinbundakte gehörte Angeltürn ab 1806 dann zum neuen Großherzogtum Baden und ab 1919 zum Land Baden, das aus dem Großherzogtum Baden hervorging, bevor der Ort ab 1871 zum Deutschen Reich gehörte. Als es 1952 zur Gründung des Südweststaates kam, löst sich Baden in seiner Selbständigkeit auf und Angeltürn gehörte fortan zum neu geschaffenen Bundesland Baden-Württemberg.
Am 1. Januar 1973 wurde die zuvor selbstständige Gemeinde Angeltürn gemeinsam mit Bobstadt, Epplingen, Lengenrieden, Schwabhausen, Uiffingen und Windischbuch während der Gebietsreform in Baden-Württemberg nach Boxberg eingemeindet.

### Einwohnerentwicklung

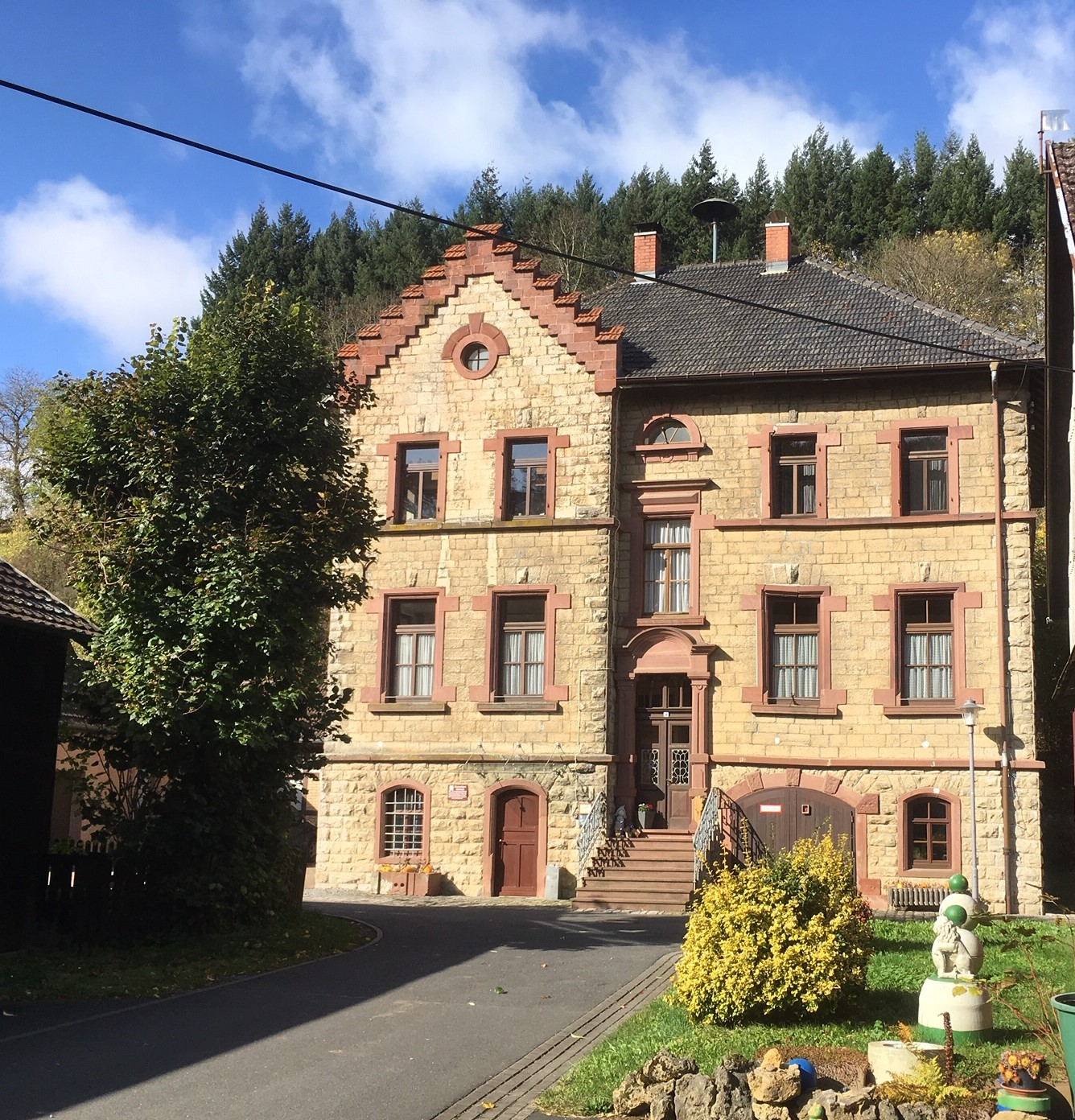
Ehemaliges Schul- und Rathaus Angeltürn

Die Bevölkerung von Angeltürn entwickelte sich wie folgt:
| Jahr | Gesamt |
| ---- | ------ |
| 1961 | 172    |
| 1970 | 170    |
| 2014 | 136    |

## Politik

### Bürgermeister
Siehe auch: Liste der Bürgermeister der Stadt Boxberg

### Ortschaftsrat
Der Ortschaftsrat besteht aus drei Personen. Ortsvorsteher ist Stefan Schulz.

### Wappen
Die Blasonierung des Wappens lautet: „In Silber auf grünem Boden ein roter Torturm.“

## Religion

### Christentum
Angeltürn gehörte kirchlich ursprünglich zu Wölchingen. Im Jahre 1410 wurde eine Kapelle Unserer Lieben Frau urkundlich erwähnt. Unter den Herren von Rosenberg wurde die heute evangelische Kirche im 15. und 16. Jahrhundert in der heutigen Form erbaut. Durch die Ortsherrschaft kam es zur Reformation. Vor 1578 hatte der Ort eine eigene Pfarrei, zunächst lutherisch, durch die Pfalz im Jahre 1589 reformiert mit zeitweiligen Filialen in Schwabhausen und in Windischbuch. Im Jahre 1624 wurde der protestantische Pfarrer vertrieben und das Pfarrhaus zerstört. Seitdem werden die Evangelischen von Wölchingen und Boxberg aus betreut. Ab dem 18. Jahrhundert war die eigene Pfarrei unbesetzt und der Ort wurde kirchlich von Boxberg aus versorgt. Die Wehrkirche des 14. Jahrhunderts mit Fresken aus dem 15. Jahrhundert wurde im Jahre 1908 restauriert. Sie liegt burgartig über dem Ort und hat einen breiten, in den Obergeschossen profan wirkenden Chorturm. Auf einem kleinen Friedhof hinter der Wehrkirche befindet sich das Grabmal des letzten Besitzers von Angeltürn, Franz von Fick.
Seit 1770 findet ein katholischer Gottesdienst in einer im Untergeschoss des Fickschen Schlosses eingerichteten Kapelle St. Josef statt. Im Jahre 1879 erhielten die Katholiken vom letzten Grundherrn des Ortes, Franz von Fick, das Schloss zur Verwendung als Pfarrhaus und katholische Kirche. 1901 wurde eine Pfarrei errichtet. Zu dieser zählte nach dem Zweiten Weltkrieg noch Gräffingen. In der heutigen Zeit werden die Katholiken von Boxberg aus betreut.

### Judentum
Die jüdische Gemeinde Angeltürn bestand seit dem 18. Jahrhundert und existierte bis zu ihrer Auflösung am 11. Dezember 1913. Danach lebten noch einzelne Juden im Ort bis zur Zeit des Nationalsozialismus. Die jüdische Gemeinde Angeltürn besaß die Synagoge Angeltürn, eine Religionsschule und ein rituelles Bad.

## Kultur und Sehenswürdigkeiten

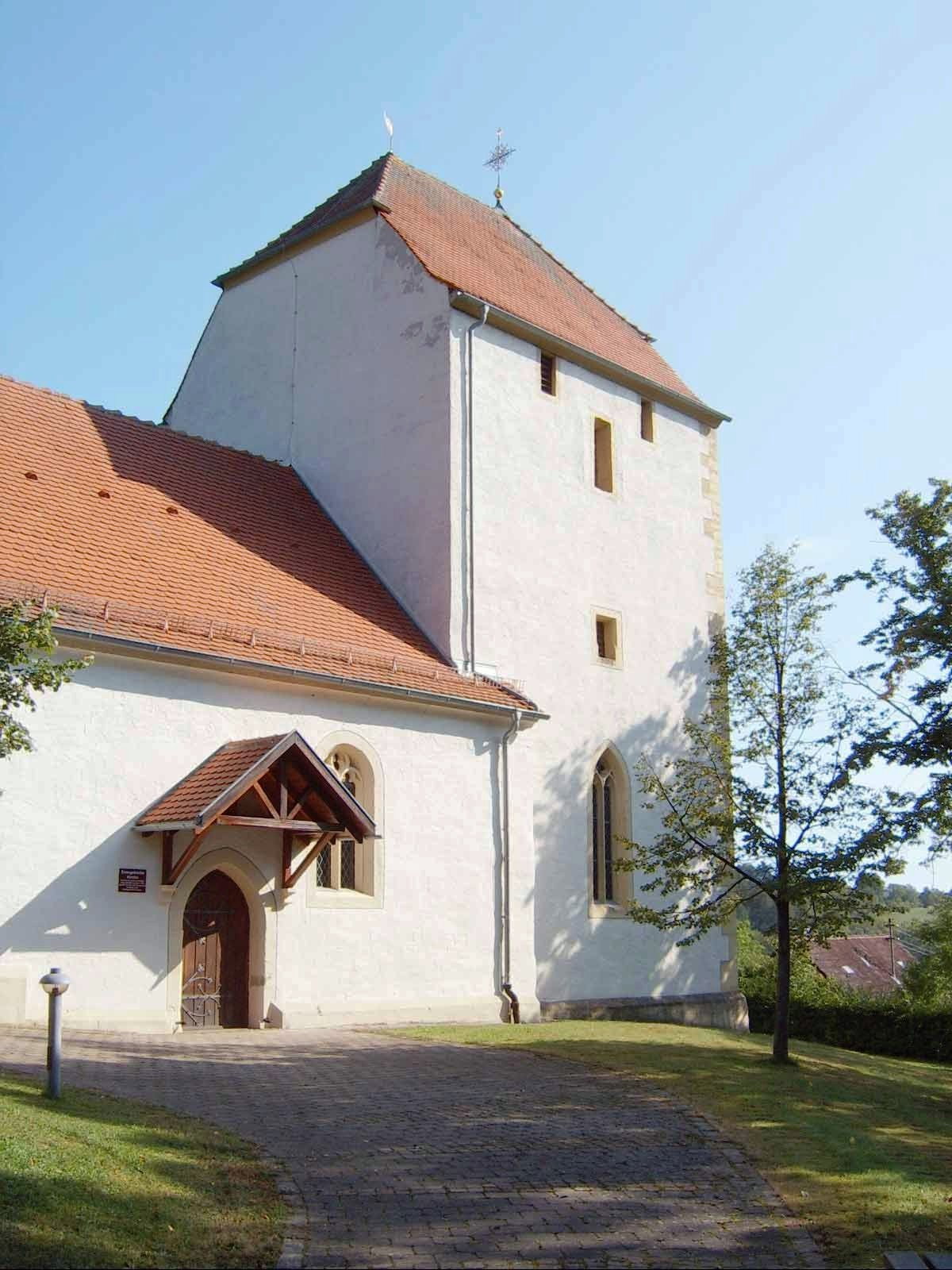
Evangelische Wehrkirche Angeltürn

### Kulturdenkmale
Unbewegliche Bau- und Kunstdenkmale des Ortes sind in der vom Regierungspräsidium Stuttgart herausgegebene Liste der Bau- und Kunstdenkmale aufgeführt. Eine Auskunft ist auf Anfrage bei der Unteren Denkmalschutzbehörde der Stadt Boxberg erhältlich.

### Wehrkirche
Im Ort befindet sich eine spätmittelalterliche Burg- bzw. Wehrkirche (auch Evangelische Kirche Angeltürn), die in ihrer heutigen Form im 15. und 16. Jahrhundert erbaut wurde.

### Ficksches Schloss mit St. Josef

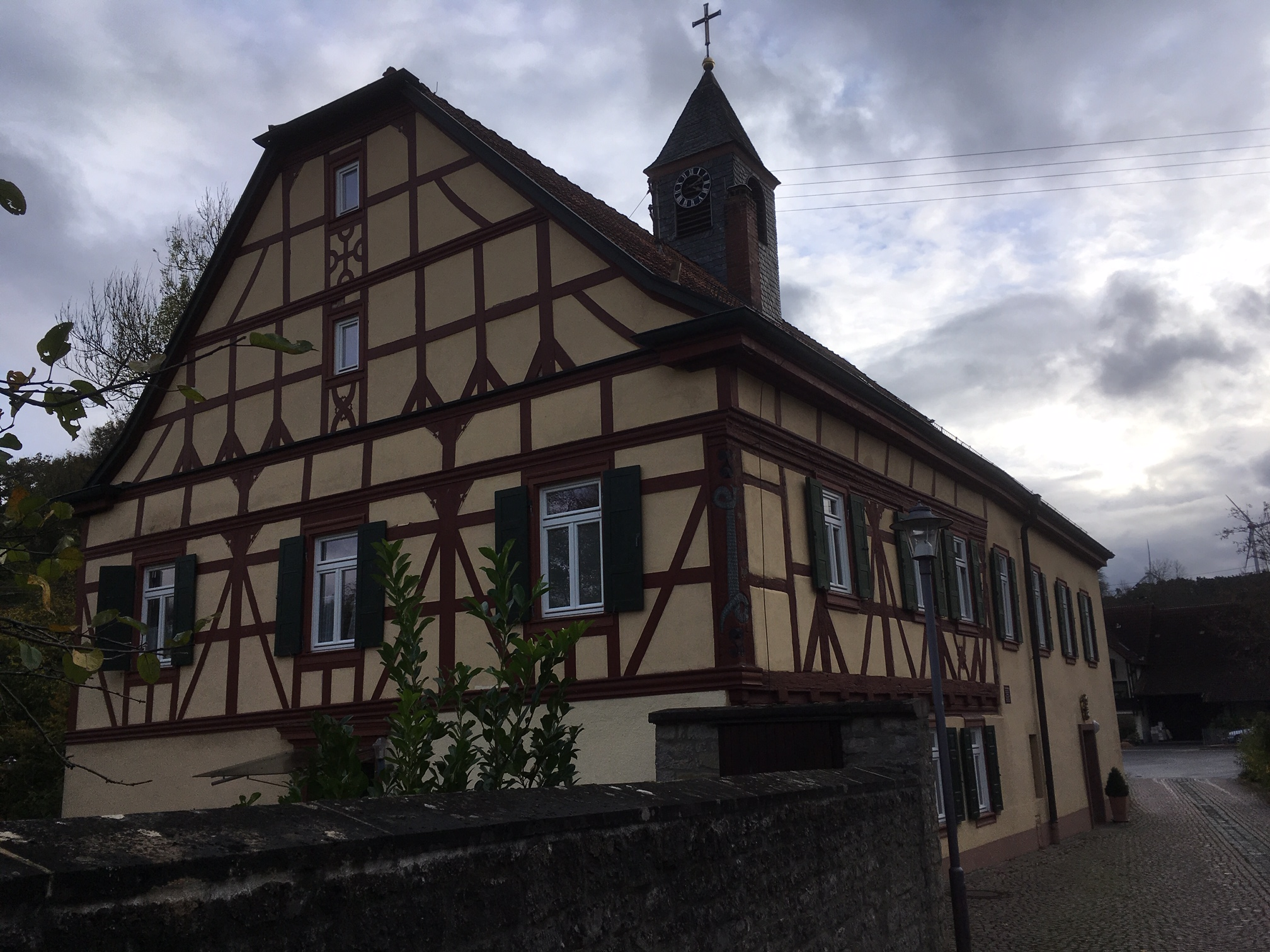
Das Ficksche Schloss zu Angeltürn, heute katholische Kirche und Pfarrhaus

Das im Jahre 1617 erbaute, 1768 erweiterte Ficksche Schloss (auch Angeltürner Schloss und Katholische Kirche Angeltürn), ist ein einfaches Herrschaftshaus mit steinernem Untergeschoss und Fachwerkoberbau. Es diente den Freiherren von Fick als Familiensitz. Die Schlosskapelle, im erweiterten Anbau von 1768, wird bis heute als Kirche St. Josef von den katholischen Einwohnern genutzt. Nach dem Erlöschen der Familie von Fick im Jahre 1879 ging das Schloss an den katholischen Pfarrfond über.

## Wirtschaft und Infrastruktur

### Verkehr
Angeltürn ist über die K 2839 (im Ortsbereich auch Kronenstraße genannt) zu erreichen.

### Wohnen und Bauen
Seit 1960 besteht im Nordosten von Angeltürn ein Neubaugebiet.